# 仁布县
仁布县（藏語：རིན་སྤུངས་རྫོང，威利转写：rin spungs rdzong，藏语拼音：Rinbung Zong）是中华人民共和国西藏自治区日喀则市东部的一个县；藏语中意思是“聚宝”。总人口為3.35万人，縣人民政府駐德吉林镇强钦村。

## 行政区划
仁布县下辖1个镇、8个乡：
德吉林镇、康雄乡、普松乡、帕当乡、然巴乡、茶巴乡、切洼乡、姆乡和仁布乡。

## 人口民族
根据第七次人口普查数据，截至2020年11月1日零时，仁布县常住人口为33530人。

## 交通
- 318国道过境。